# Juan Gabriel Valverde
Juan Gabriel Valverde Rivera (Santa Cruz de la Sierra, 24 giugno 1990) è un calciatore boliviano, difensore del Blooming.